# Thomas Letsch
Thomas Letsch (Esslingen am Neckar, 26 agosto 1968) è un allenatore di calcio tedesco, tecnico del Salisburgo.

## Carriera
Allenatore di selezioni giovanili e squadre minori, nel 2018-2019 allena l’Austria Vienna ma è nella stagione 2020-2021 che sale alla ribalta: il suo Vitesse Arnhem, modesta squadra olandese, è la rivelazione di inizio campionato poiché con il record storico di 22 punti raccolti nelle prime 9 giornate tiene testa all’Ajax. Il 18 aprile 2021 perde la finale di Coppa d’Olanda proprio contro il club capitolino; pochi giorni prima aveva prolungato il proprio contratto fino al 2023. Termina poi il campionato al quarto posto che garantisce l’accesso al terzo turno di qualificazione della UEFA Conference League.

## Statistiche

### Statistiche da allenatore
Statistiche aggiornate al 24 maggio 2025.
| Stagione                    | Squadra                     | Campionato                  | Campionato | Campionato | Campionato | Campionato | Coppe nazionali | Coppe nazionali | Coppe nazionali | Coppe nazionali | Coppe nazionali | Coppe continentali | Coppe continentali | Coppe continentali | Coppe continentali | Coppe continentali | Altre coppe | Altre coppe | Altre coppe | Altre coppe | Altre coppe | Totale | Totale | Totale | Totale | % Vittorie | Piazzamento |
| Stagione                    | Squadra                     | Comp                        | G          | V          | N          | P          | Comp            | G               | V               | N               | P               | Comp               | G                  | V                  | N                  | P                  | Comp        | G           | V           | N           | P           | G      | V      | N      | P      | %          | Piazzamento |
| --------------------------- | --------------------------- | --------------------------- | ---------- | ---------- | ---------- | ---------- | --------------- | --------------- | --------------- | --------------- | --------------- | ------------------ | ------------------ | ------------------ | ------------------ | ------------------ | ----------- | ----------- | ----------- | ----------- | ----------- | ------ | ------ | ------ | ------ | ---------- | ----------- |
| 2001-2002                   | Kickers Stoccarda II        | OL                          | 34         | 12         | 10         | 12         | -               | -               | -               | -               | -               | -                  | -                  | -                  | -                  | -                  | -           | -           | -           | -           | -           | 34     | 12     | 10     | 12     | 35,29      | 8°          |
| feb.-mag.2008               | Sonnenhof G.                | OL                          | 16         | 4          | 5          | 7          | -               | -               | -               | -               | -               | -                  | -                  | -                  | -                  | -                  | -           | -           | -           | -           | -           | 16     | 4      | 5      | 7      | 25,00      | Sub., 10°   |
| 2008-2009                   | Sonnenhof G.                | OL                          | 34         | 25         | 6          | 3          | -               | -               | -               | -               | -               | -                  | -                  | -                  | -                  | -                  | -           | -           | -           | -           | -           | 34     | 25     | 6      | 3      | 73,53      | 1°          |
| Totale Sonnenhof Großaspach | Totale Sonnenhof Großaspach | Totale Sonnenhof Großaspach | 50         | 29         | 11         | 10         |                 | -               | -               | -               | -               |                    | -                  | -                  | -                  | -                  |             | -           | -           | -           | -           | 50     | 29     | 11     | 10     | 58,00      |             |
| 2015-2016                   | Liefering                   | 2BL                         | 36         | 17         | 6          | 13         | -               | -               | -               | -               | -               | -                  | -                  | -                  | -                  | -                  | -           | -           | -           | -           | -           | 36     | 17     | 6      | 13     | 47,22      | 4°          |
| 2016-2017                   | Liefering                   | 2BL                         | 36         | 17         | 9          | 10         | -               | -               | -               | -               | -               | -                  | -                  | -                  | -                  | -                  | -           | -           | -           | -           | -           | 36     | 17     | 9      | 10     | 47,22      | 2°          |
| Totale Liefering            | Totale Liefering            | Totale Liefering            | 72         | 34         | 15         | 23         |                 | -               | -               | -               | -               |                    | -                  | -                  | -                  | -                  |             | -           | -           | -           | -           | 72     | 34     | 15     | 23     | 47,22      |             |
| ago.2017                    | Erzgebirge Aue              | 2BL                         | 2          | 0          | 0          | 2          | CG              | 1               | 0               | 0               | 1               | -                  | -                  | -                  | -                  | -                  | -           | -           | -           | -           | -           | 3      | 0      | 0      | 3      | &0,00      | Eson.       |
| mar.-giu. 2018              | Austria Vienna              | BL                          | 12         | 5          | 1          | 6          | -               | -               | -               | -               | -               | -                  | -                  | -                  | -                  | -                  | -           | -           | -           | -           | -           | 12     | 5      | 1      | 6      | 41,67      | Sub., 7°    |
| 2018-mar.2019               | Austria Vienna              | BL                          | 21         | 9          | 3          | 9          | CA              | 4               | 3               | 0               | 1               | -                  | -                  | -                  | -                  | -                  | -           | -           | -           | -           | -           | 25     | 12     | 3      | 10     | 48,00      | Eson        |
| Totale Austria Vienna       | Totale Austria Vienna       | Totale Austria Vienna       | 33         | 14         | 4          | 15         |                 | 4               | 3               | 0               | 1               |                    | -                  | -                  | -                  | -                  |             | -           | -           | -           | -           | 37     | 17     | 4      | 16     | 45,95      |             |
| 2020-2021                   | Vitesse                     | E                           | 34         | 18         | 7          | 9          | CO              | 5               | 4               | 0               | 1               | -                  | -                  | -                  | -                  | -                  | -           | -           | -           | -           | -           | 39     | 22     | 7      | 10     | 56,41      | 4°          |
| 2021-2022                   | Vitesse                     | E                           | 34+4       | 15+2       | 6          | 13+2       | CO              | 3               | 2               | 0               | 1               | UECL               | 14                 | 6                  | 4                  | 4                  | -           | -           | -           | -           | -           | 55     | 25     | 10     | 20     | 45,45      | 6°          |
| ago.-set. 2022              | Vitesse                     | E                           | 7          | 1          | 2          | 4          | CO              | 0               | 0               | 0               | 0               | -                  | -                  | -                  | -                  | -                  | -           | -           | -           | -           | -           | 7      | 1      | 2      | 4      | 14,29      | Eson        |
| Totale Vitesse              | Totale Vitesse              | Totale Vitesse              | 79         | 36         | 15         | 28         |                 | 8               | 6               | 0               | 2               |                    | 14                 | 6                  | 4                  | 4                  |             | -           | -           | -           | -           | 101    | 48     | 19     | 34     | 47,52      |             |
| ott. 2022-2023              | Bochum                      | BL                          | 27         | 10         | 4          | 13         | CG              | 2               | 1               | 0               | 1               | -                  | -                  | -                  | -                  | -                  | -           | -           | -           | -           | -           | 29     | 11     | 4      | 14     | 37,93      | Sub, 14°    |
| 2023-apr. 2024              | Bochum                      | BL                          | 28         | 5          | 11         | 12         | CG              | 1               | 0               | 1               | 0               | -                  | -                  | -                  | -                  | -                  | -           | -           | -           | -           | -           | 29     | 5      | 12     | 12     | 17,24      | Eson        |
| Totale Bochum               | Totale Bochum               | Totale Bochum               | 55         | 15         | 15         | 25         |                 | 3               | 1               | 1               | 1               |                    | -                  | -                  | -                  | -                  |             | -           | -           | -           | -           | 58     | 16     | 16     | 26     | 27,59      |             |
| gen.-giu. 2025              | Salisburgo                  | BL                          | 16         | 9          | 4          | 3          | CA              | 1               | 0               | 0               | 1               | UCL                | 2                  | 0                  | 0                  | 2                  | Cmc         | 3           | 1           | 1           | 1           | 22     | 10     | 5      | 7      | 45,45      | Sub., 2°    |
| Totale Carriera             | Totale Carriera             | Totale Carriera             | 341        | 149        | 74         | 118        |                 | 17              | 10              | 1               | 6               |                    | 16                 | 6                  | 4                  | 6                  |             | 3           | 1           | 1           | 1           | 377    | 166    | 80     | 131    | 44,03      |             |